# باشگاه فوتبال اولرزفورد
باشگاه فوتبال اولرزفورد (به انگلیسی: Alresford Town Football Club) یک باشگاه فوتبال در شهر نیو اولرزفورد، کشور انگلستان است که در سال ۱۸۹۸ میلادی تأسیس شده‌است.